# Aparatura chemiczna (technika)
Aparatura chemiczna – zespół aparatów i urządzeń (niekiedy również maszyn), stosowanych w przemyśle chemicznym i przetwórstwie (np. przetwórstwo ropy naftowej, owoców i warzyw, włókien naturalnych, sztucznych i syntetycznych) w czasie realizacji różnych procesów i operacji jednostkowych, będących elementami procesów produkcyjnych. Aparatura chemiczna jest projektowana z wykorzystaniem zasad inżynierii chemicznej i procesowej

## Rodzaje aparatury chemicznej (przykłady)

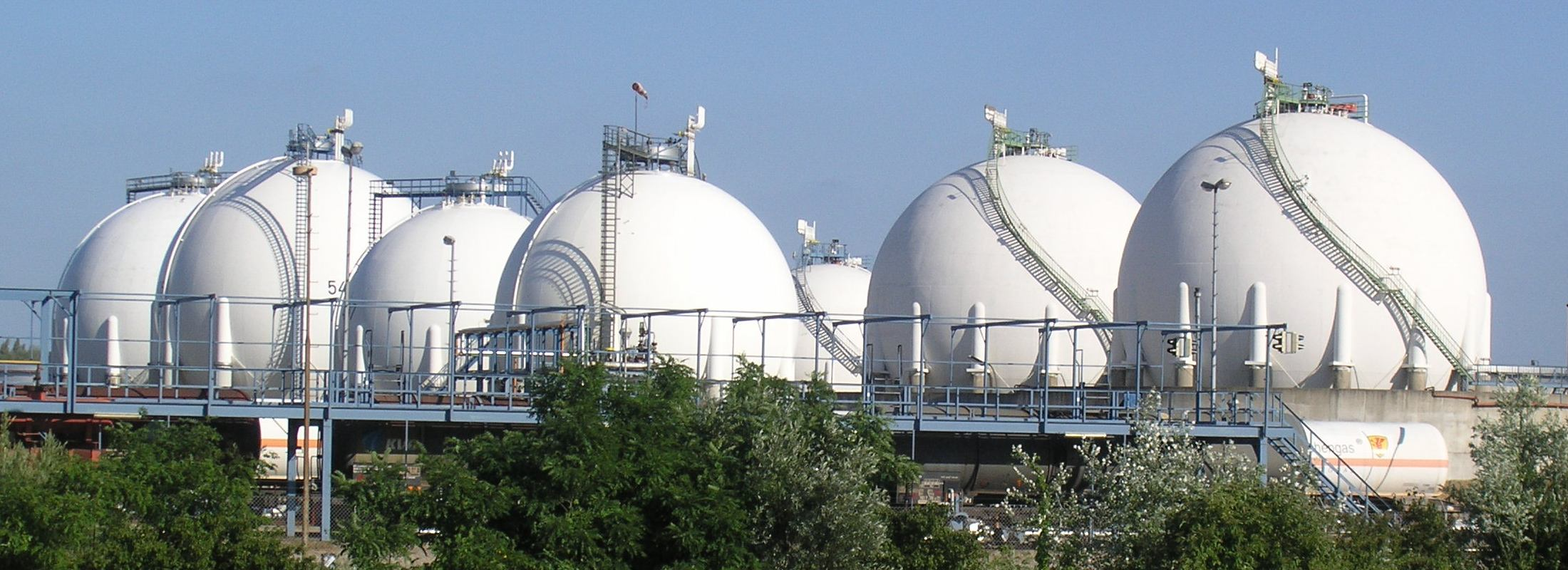
Zbiorniki gazu w Mineralölraffinerie Oberrhein (MiRO)

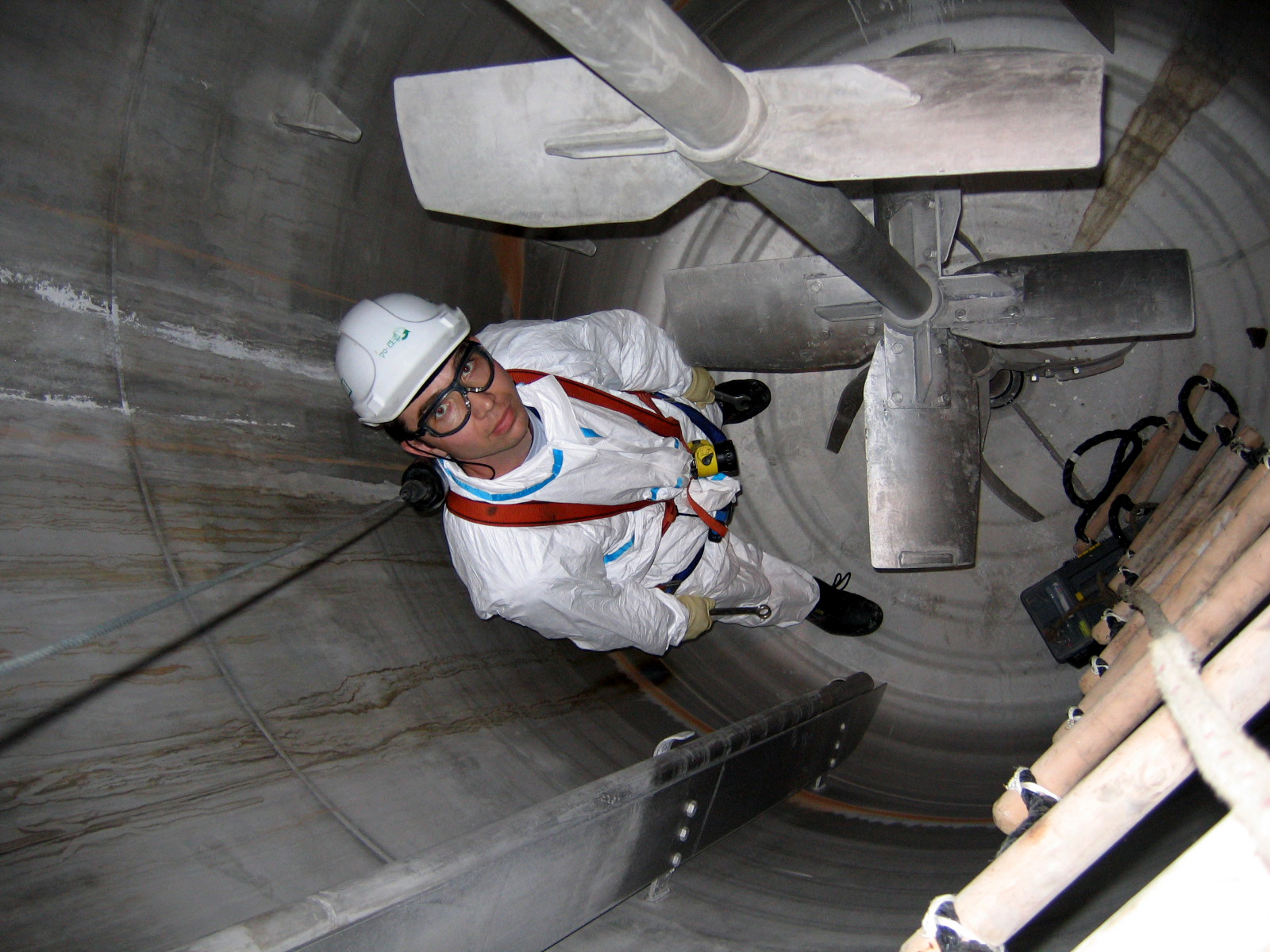
Reaktor chemiczny z mieszadłem CSTR (Continuous Stirred-Tank Reactor)

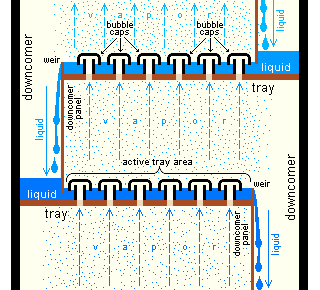
Półki dzwonowe kolumny rektyfikacyjnej

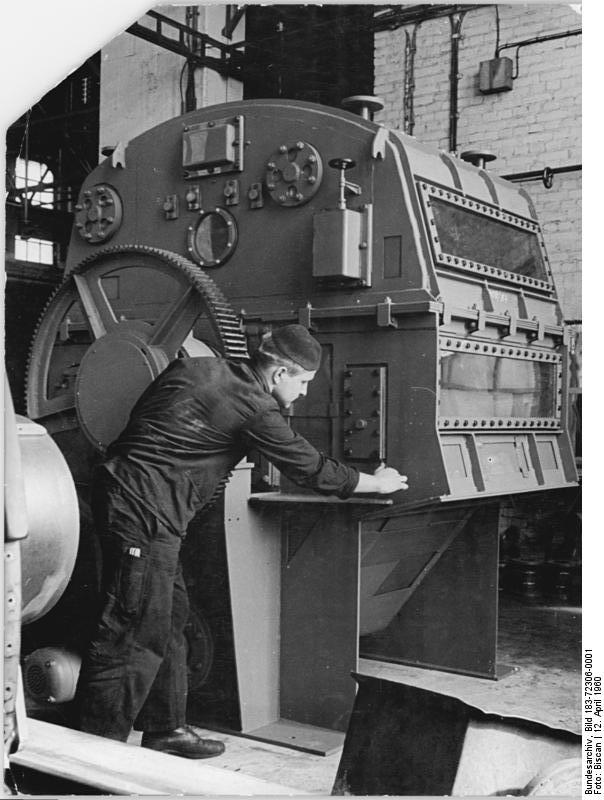
Filtr bębnowy – komora winidurowa
(Bundesarchiv Bild 183-72306-0001, 1960)

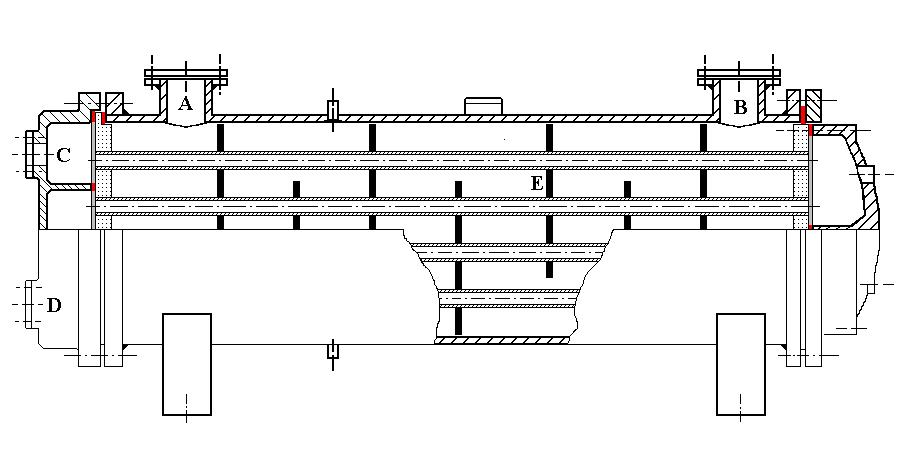
Wymiennik ciepła

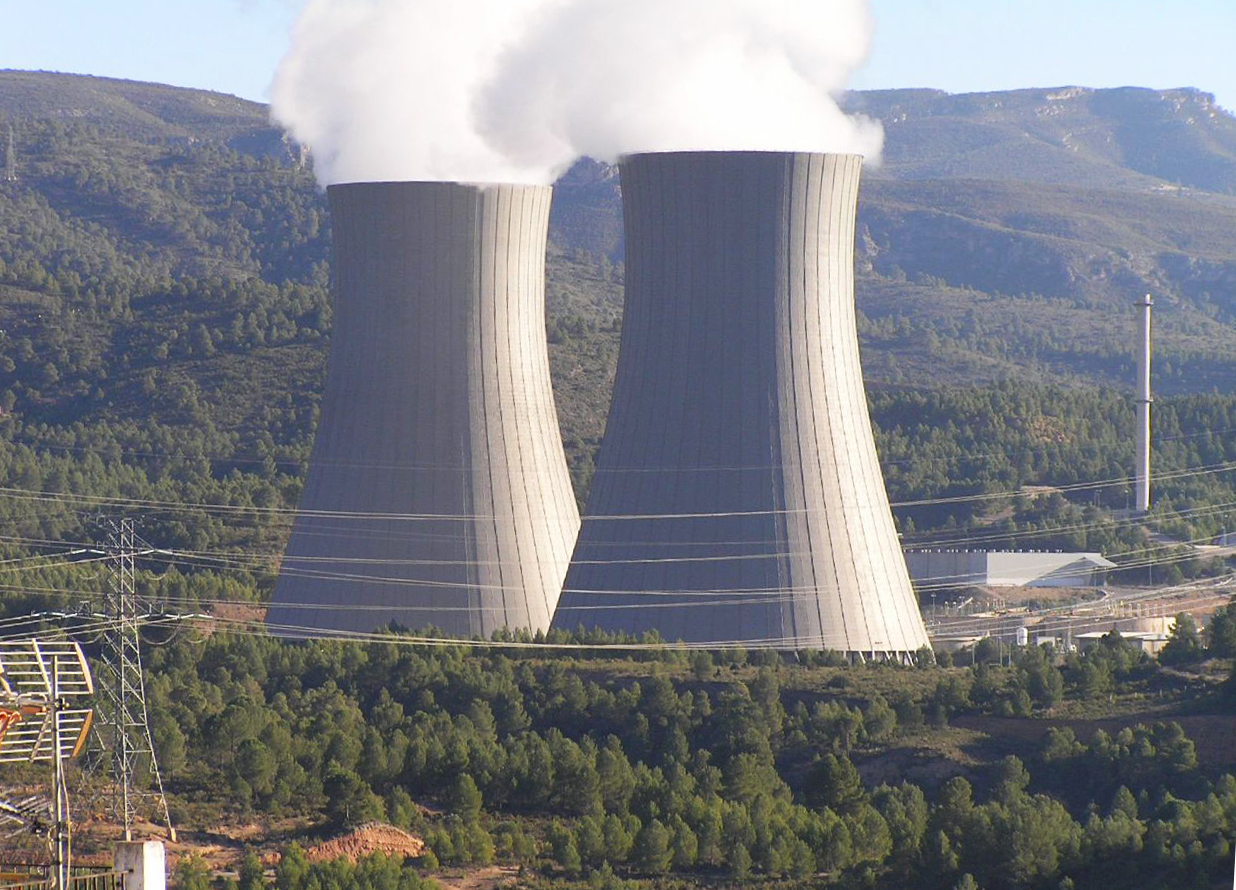
Chłodnie kominowe

| Operacja                                                        | Aparatura |
| Magazynowanie ciał stałych, cieczy i gazów                      | silos, cysterna |
| Transport i dozowanie ciał stałych                              | dźwignica, podajniki ciał stałych |
| Transport cieczy                                                | Pompa strumieniowa, pompa próżniowa |
| Sprężanie gazów                                                 | sprężarka wyporowa, sprężarka wirowa |
| Rozdrabnianie                                                   | kruszarka, młyn |
| Sortowanie, separacja, przesiewanie                             | klasyfikator pneumatyczny (sortownik pneumatyczny), klasyfikator hydrauliczny, (sortownik hydrauliczny), przesiewacz, sito, separatory    |
| Mieszanie                                                       | mieszalniki cieczy, mieszalniki ciał stałych                                                                                              |
| Rozdzielanie ciekłych układów niejednorodnych                   | odstojniki-klarowniki (sedymentacja), filtr, wirówka, hydrocyklon                                                                         |
| Odpylanie i odkraplanie gazów                                   | komora pyłowa, odpylacz inercyjny, cyklon, odpylacz filtracyjny, elektrofiltr, odpylacz mokry (skruber), odkraplacz, odemglacz            |
| Wymiana ciepła                                                  | regenerator ciepła, pompa ciepła |
| Odparowanie                                                     | wyparka z cyrkulacją naturalną i wymuszoną, wyparka cienkowarstwowa; bateria wyparna, wyparka płytowa wyparka mechaniczna                 |
| Krystalizacja                                                   | krystalizatory z chłodzeniem, z odparowaniem rozpuszczalnika, z reakcją chemiczną i wysalaniem, rekrystalizatory                          |
| Destylacja i rektyfikacja                                       | aparaty destylacyjne (destylatory), aparaty rektyfikacyjne (kolumna rektyfikacyjna)                                                       |
| Absorpcja                                                       | absorber (aparat absorpcyjny) |
| Adsorpcja i wymiana jonowa                                      | adsorber, wymiennik jonowy |
| Ługowanie i ekstrakcja                                          | ekstraktory |
| Suszenie                                                        | suszarki: konwekcyjna, przeponowo-kontaktowa, promiennikowa (radiacyjna), dielektryczna, mikrofalowa                                      |
| Granulacja                                                      | granulatory: mieszalnikowe, ciśnieniowe, termiczne, natryskowe, dyspersyjne; granulacja w cieczy                                          |
| Separacja                                                       | separatory, np. separator membranowy |
| Piece                                                           | piec komorowy, tunelowy, szybowy, półkowy, obrotowy, pyłowy, fluidalny, rurowy, elektryczny                                               |
| Reakcje chemiczne, reakcja elekrochemiczna, proces biochemiczny | reaktory elektrochemiczne (np. elektrolizery), reaktory termiczne (piece); plazmowy, fotochemiczny, radiacyjny, kriogeniczny; bioreaktory |
| Chłodnictwo                                                     | aparatura chłodnicza |

## Symbole aparatów i sprzętu według ISO 14617
|  | Rurociąg                |  | Rurociąg izolowany termicznie |  | Rurociąg z płaszczem         |  | Rurociąg z płaszczem grzejnym lub chłodzącym |
|  | Autoklaw                |  | Mieszalnik                    |  | Poziomy zbiornik ciśnieniowy |  | Pionowy zbiornik ciśnieniowy                 |
|  | Pompa                   |  | Pompa próżniowa lub kompresor |  | Worek                        |  | Butla gazowa                                 |
|  | Wentylator              |  | Wentylator osiowy             |  | Wentylator promieniowy       |  | Osuszacz                                     |
|  | Kolumna z wypełnieniem  |  | Kolumna półkowa               |  | Piec                         |  | Chłodnia kominowa                            |
|  | Wymiennik ciepła        |  | Wymiennik ciepła              |  | Chłodnica                    |  | Płytowy wymiennik ciepła                     |
|  | Rurowy wymiennik ciepła |  | Rurowy wymiennik ciepła       |  | U-rurowy wymiennik ciepła    |  | Spiralny wymiennik ciepła                    |
|  | Zawór bezpieczeństwa    |  | Zawór bezpieczeństwa          |  | Filtr powietrza              |  | Lej                                          |
|  | Odwadniacz              |  | Wziernik                      |  | Zawór redukcyjny             |  | Rurociąg elastyczny                          |
|  | Zawór                   |  | Zawór regulacyjny             |  | Zawór ręczny                 |  | Przepustnica                                 |
|  | Zawór iglicowy          |  | Zawór motylkowy               |  | Zawór membranowy             |  | Zawór kulowy                                 |

## Stowarzyszenia specjalistów w zakresie aparatury chemicznej
- Stowarzyszenie Inżynierów i Techników Przemysłu Chemicznego[3]
- Stowarzyszenie Inżynierów i Techników Mechaników Polskich[4]

## Wydawnictwa dotyczące aparatury chemicznej
Artykuły dotyczące aparatury i urządzeń dla przemysłu, np. przemysłu chemicznego, energetyki, gospodarki komunalnej i ochrony środowiska, zajmują się czasopisma naukowo-techniczne, takie jak Inżynieria i Aparatura Chemiczna, Hydraulika i Pneumatyka, Tribologia, Mechanik, Pomiary, Automatyka, Kontrola, Przegląd Spawalnictwa, Wiadomości SIMP, Ochrona przed korozją (czasopismo). Przedstawiane zagadnienia badawcze i projektowo-konstrukcyjne oraz problemy praktyczne ilustrują przykłady:  
- Intensyfikacja procesów prowadzonych w reaktorach trójfazowych ze stałym złożem poprzez zastosowanie operacji periodycznych[7],
- Wpływ ciśnienia na konwersję paliw gazowych w strukturalnych reaktorach katalitycznych[8],
- Powiększanie skali suszenia fluidalnego w oparciu o koncepcję uogólnionej krzywej kinetycznej[9],
- Badanie profili stężeń wody w złożu adsorbentu podczas osuszania parowej mieszaniny etanol - woda[10],
- Numeryczne modelowanie pola prędkości płynu i stężenia nośnika w zawiesinie w bioreaktorze z mieszadłem[11]
- Wpływ typu górnego mieszadła na wymianę masy między gazem a cieczą w układach wielofazowych[12],
- Pomiary lokalnych wartości stężenia w reaktorze przepływowym[13],
- Mieszanie zawiesin za pomocą mieszadła turbinowego z wygiętymi łopatkami[14],
- Zastosowanie przesiewaczy dwuczęstościowych w przemyśle spożywczym[15],
- Wykorzystanie teorii ruchu falowego w badaniach nad procesami rozwarstwiania się emulsji spożywczych[16],
- Rozwój konstrukcji rozdrabniaczy biomateriałów. Część II: Opis badań[17],
- Możliwości zmniejszenia hałasu technologicznego przecinarek tarczowych do drewna[18].

## Przykładowe katalogi
- Zakład Budowy Aparatury Chemicznej w Tarnowie[19]
- Orlenprojekt; Dział Aparatury Chemicznej i Maszyn Wirujących[20]
- Fabryka Aparatury Chemicznej Chemomet[21]